# 马信 (1915年)
马信（1915年—1999年），原名马果毅，男，回族，河北宣化人，中华人民共和国政治人物。

## 生平
1937年7月参加革命。1942年3月，加入中国共产党。早年担任张家口市教育局局长。1949年后，在热河省任职。1958年，任宁夏回族自治区计划委员会主任、宁夏回族自治区人民政府副主席。1973年，担任中共银川市委书记。后升任宁夏回族自治区人民政府主席、中共宁夏回族自治区党委书记。